# Cmentarz wojenny nr 380 – Kokotów
Cmentarz wojenny nr 380 – Kokotów – był to austriacki cmentarz wojenny z okresu I wojny światowej wybudowany przez Oddział Grobów Wojennych C. i K. Komendantury Wojskowej w Krakowie i znajdujący się na terenie jego okręgu XI Twierdza Kraków.
Znajdował się w miejscowości Kokotów, w powiecie wielickim, w gminie Wieliczka.
Był to grób jednego austro-węgierskiego żołnierza. Nie jest znany wygląd cmentarza i jego dokładna lokalizacja, został zlikwidowany prawdopodobnie po 1945 roku. Nieustalony jest też jego projektant.